# Блакитний Ніл (штат)
Блакитний Ніл (араб. النيل الأزرق, Ен-Ніль-ель-Азрак Ель Вуста (Al-Wustá) у період 1991 - 1994) - один з 18 штатів Судану.
- Територія 45844 км².
- Населення 832112 чоловік (на 2008).

Адміністративний центр - місто Ед-Дамазін.
Штат межує на сході з Ефіопією, на півдні - з Південним Суданом.

## Адміністративний поділ

Адміністративний поділ штату (стара версія)

Штат ділиться на 6 округів (дистриктів):
1. Ед-Дамазін (Ad-Damazin)
2. Аль-Кормок (Al Kormok)
3. Курмук (Al Kormok)
4. Ар-Росеїрес (Ar Roseires)
5. Ер-Росейрес (Ar Roseires)
6. Тадамон (Tadamon)
7. Бау (Bau)
8. Кейссан (Qeissan)